# مساميات (مرجان)
مساميات (الاسم العلمي: Poritidae)، هي فصيلة من المرجان الحجري. أعضاء الفصيلة عبارة عن مرجان مستعمرات خنثوية (تبني الشعاب المرجانية). وهي متغيرة الحجم والشكل ولكن معظمها ضخم أو صفائحي أو متشعب بالإضافة إلى التفرع والتكلس. وهي مرجانيات متراصة مع القليل جدًا من الهيكل المشترك الذي يغطي الهيكل العظمي. جدرانه وحواجزه مسامية. يعتبر J.E.N. Veron أن الفصيلة ليست مجموعة طبيعية ولكنها مجموعة متنوعة من الأجناس التي لا تتناسب جيدًا في أي مكان آخر.

## الأجناس
يشتمل السجل العالمي للأنواع البحرية الأجناس التالية في الفصيلة:
- Bernardpora Kitano & Fukami, 2014
- Goniopora de Blainville, 1830 - 29 نوعًا. تحتوي السلالات على 24 مجسًا.
- Porites - 77 نوعًا.
- Stylaraea - أحادي النوع. النوع الوحيد هو Stylaraea punctata.